# Komsomolskaja (metrostation Moskou, Koltsevaja-lijn)
Komsomolskaja (Russisch: Комсомольская) is een metrostation in de Russische hoofdstad Moskou. Het station ligt aan de Koltsevaja-lijn en werd op 30 januari 1952 geopend als onderdeel van de tweede fase van de ringlijn. Het is onderdeel van een groot verkeersknooppunt voor openbaar vervoer. 

## Ligging
Het station ligt aan de oostkant van het centrum van Moskou onder het Komsomolskajaplein, dat naar de Sovjet-jeugdbeweging Komsomol is genoemd. Naast de overstapmogelijkheid op het gelijknamige station van de  Sokolnitsjeskaja-lijn, bevinden zich aan het Komsomolskajaplein vier spoorwegstations.
De twee metrolijnen delen een gezamenlijk toegangsgebouw gelegen tussen het Leningradstation en het Jaroslavstation aan de noordzijde van het plein. Het Kazanstation aan de zuidzijde is bereikbaar via een voetgangerstunnel of via de verbindingstunnel tussen lijn 1 en lijn 5. Er bestaan plannen om van de zuidkant van het ringlijnperron een rechtstreekse toegang naar het Kazanstation te bouwen.

## Architectuur
Het station Komsomolskaja van de Koltsevaja-lijn ligt 37 meter diep en maakt deel uit van het noordelijke deeltraject (Koerskaja-Beloroesskaja) van de ringlijn. Het zuidelijke deeltraject kreeg als thema de Overwinning op nazi-Duitsland. Het noordelijke deeltraject zou het thema Wederopbouw krijgen. Komsomolskaja vormt hierop een uitzondering met het thema Russische strijd voor vrijheid en onafhankelijkheid door de eeuwen heen. Net als de rest van de ringlijn is het station opgetrokken in de Stalinistische-barokstijl. Het belangrijkste stuk wordt gevormd door de 190 meter lange en 10 meter brede middenhal tussen de perrons. De middenhal is 9 meter hoog en wordt door 68 achthoekige zuilen gedragen. Naast de grote kroonluchters aan het plafond zijn acht mozaïeken in het plafond aangebracht, gewijd aan het thema van het station:
1. 1242: Alexander Nevski na de slag op het Peipusmeer.
2. 1380: Dmitri Donskoj na de slag op het Koelikovo-veld.
3. 1612: Koezma Minin en Dmitri Pozjarski na de vestiging van de Romanov-dynastie.
4. 1799: Aleksandr Soevorov na zijn veldtocht door de Alpen.
5. 1812: Michail Koetoezov na de slag bij Borodino.
6. 1945: Oorspronkelijk was in dit mozaïek de overhandiging van het vaandel van de wacht door de legerleiding aan de troepen van het Rode Leger afgebeeld. Omdat hier commandanten te zien waren, waaronder Stalin, werd het mozaïek vervangen door een afbeelding van Lenins toespraak op het Rode Plein, waarmee het jaartal tussen 1917 en 1922 komt te liggen.
7. 1945: Sovjettroepen op de rijksdag in Berlijn na de slag om Berlijn.
8. 1945: Oorspronkelijk was hier de overwinningsparade afgebeeld, met Sovjetsoldaten die nazivaandels gooiden voor het Mausoleum van Lenin. In het kader van de destalinisatie werden eerst een aantal prominenten uit het mozaïek verwijderd en in 1963 werd het hele mozaïek vervangen. Sindsdien is de Russische maagd afgebeeld, die nazivaandels vertrapt en de hamer en sikkel vasthoudt. Dit mozaïek bestaat uit meer dan 300.000 steentjes, heeft een oppervlak van 31,5 m² en weegt meer dan drie ton.

In het midden van de hal bevinden zich twee roltrappen naar een verbindingstunnel onder het westelijke spoor, van waar men via een roltrap het station van de Sokolnitsjeskaja-lijn kan bereiken.

## Mozaïeken

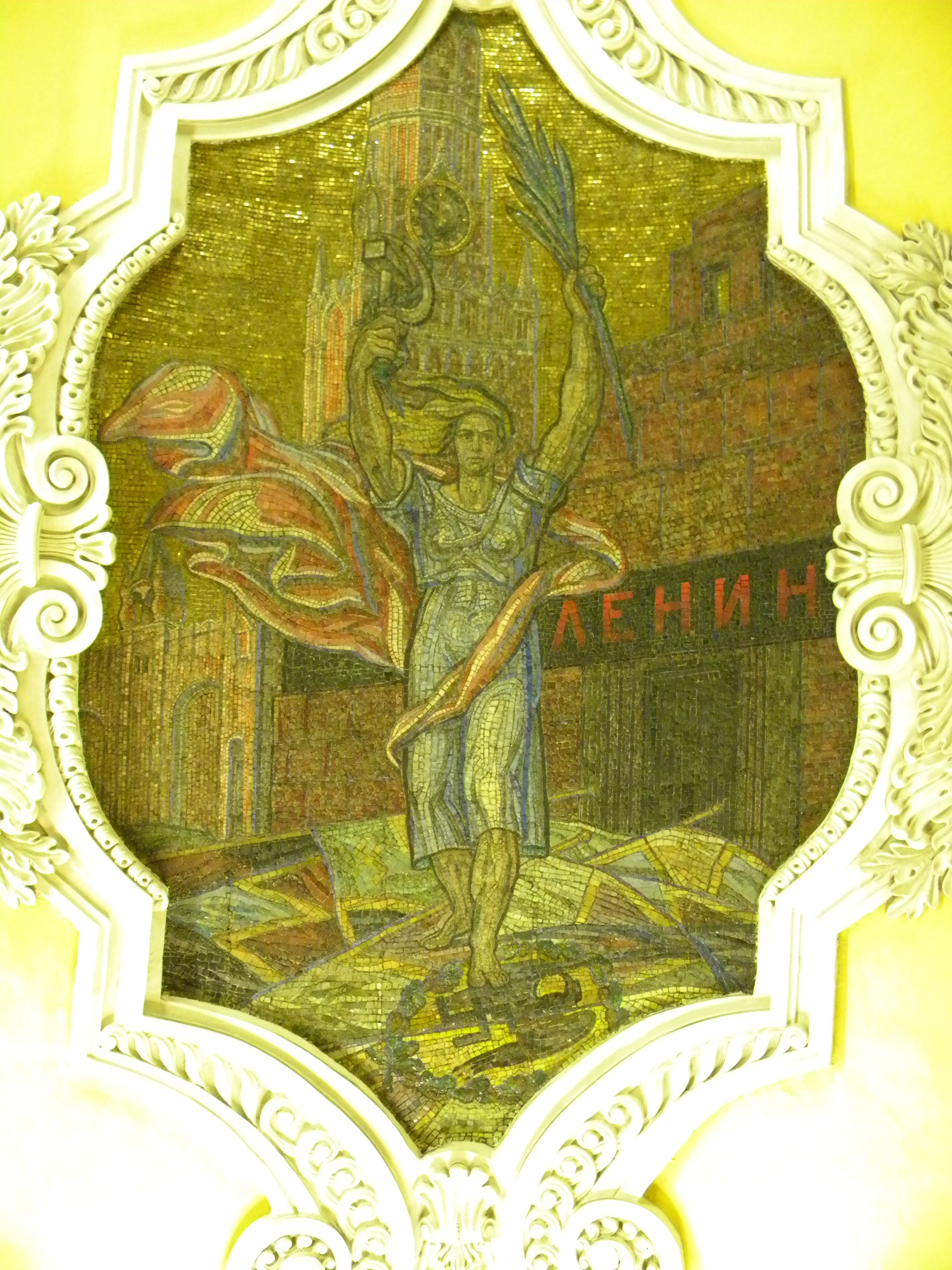
De Russische maagd
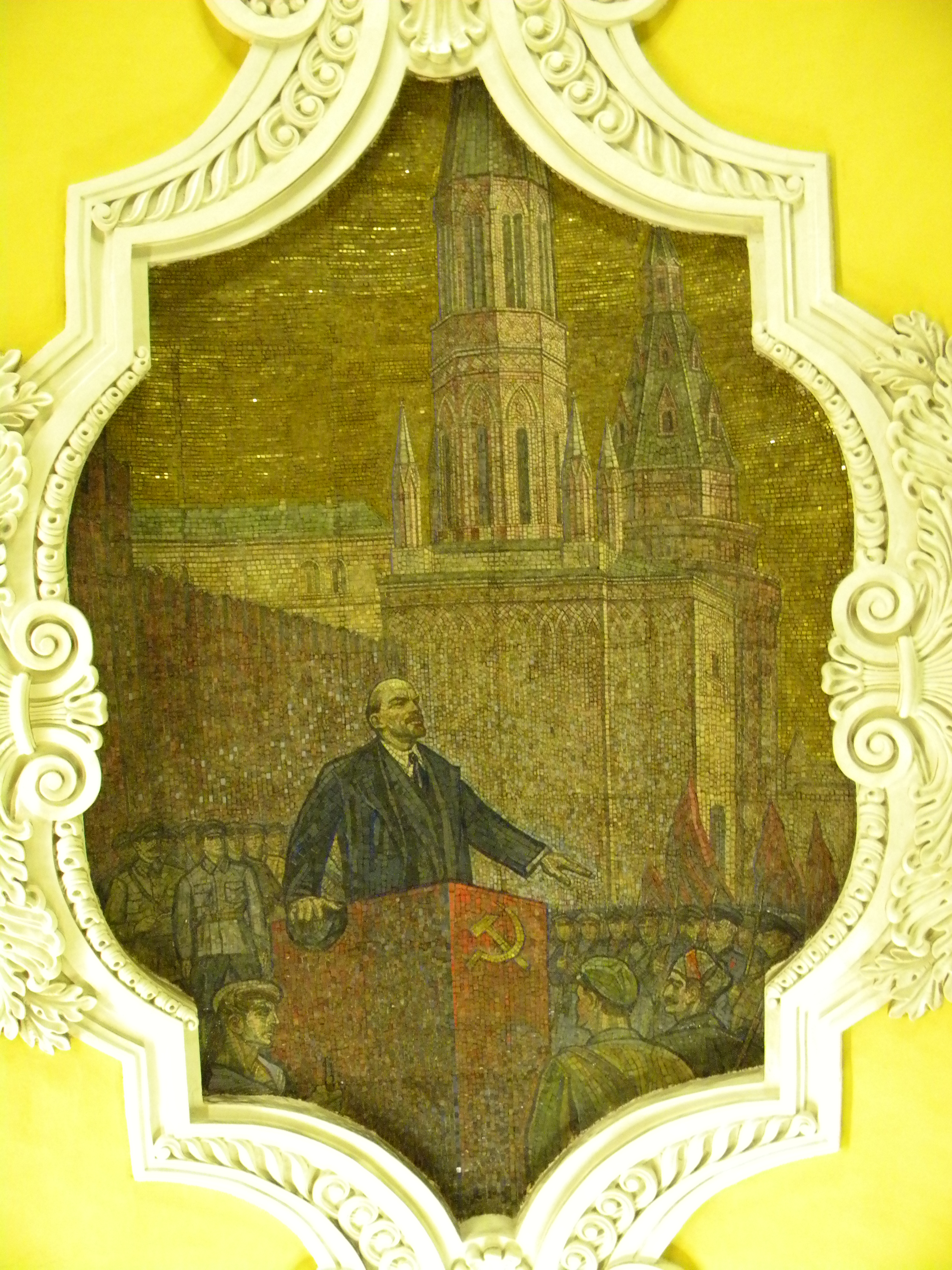
Lenin op het Rode Plein
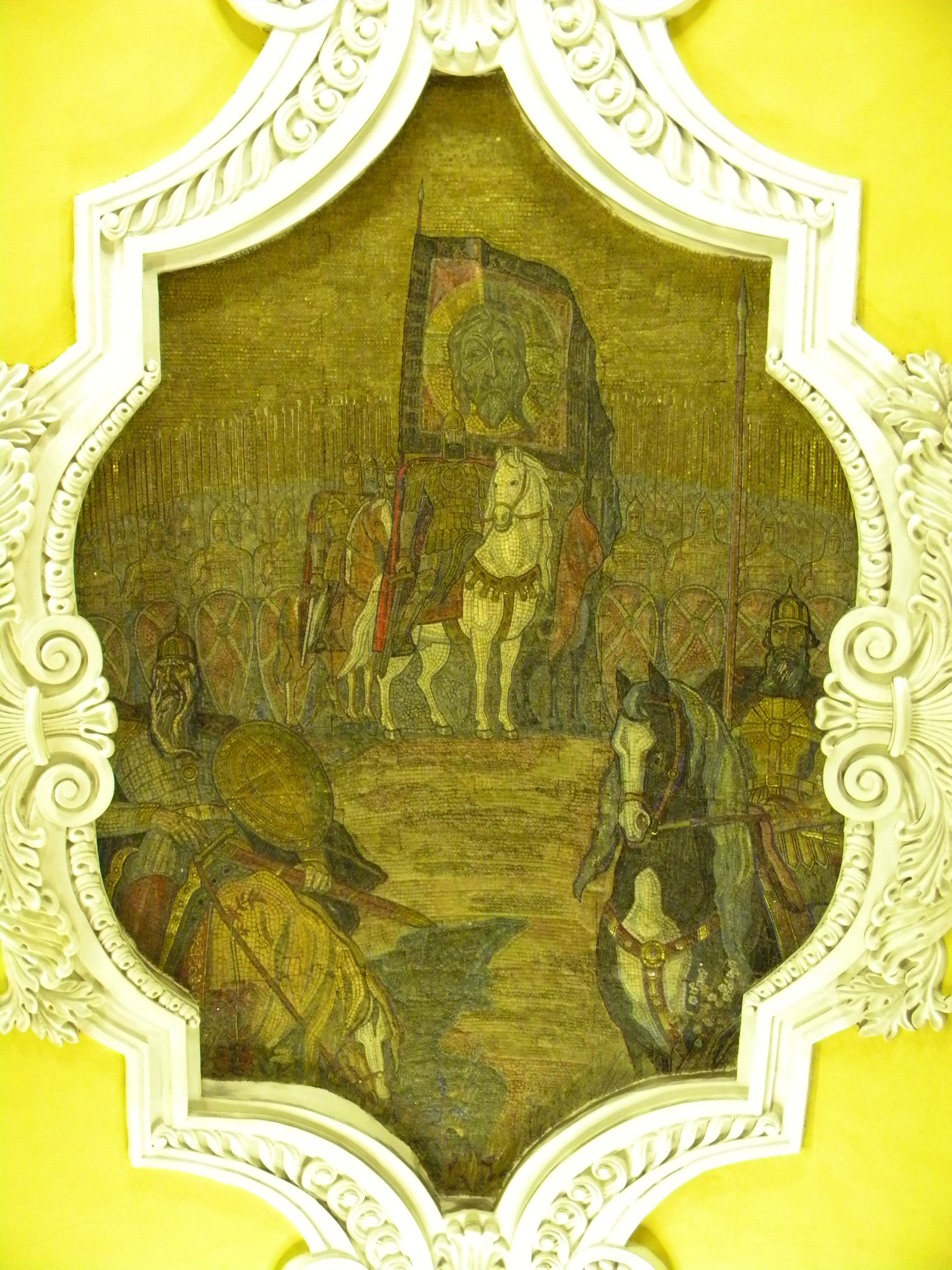
Dmitri Donskoj
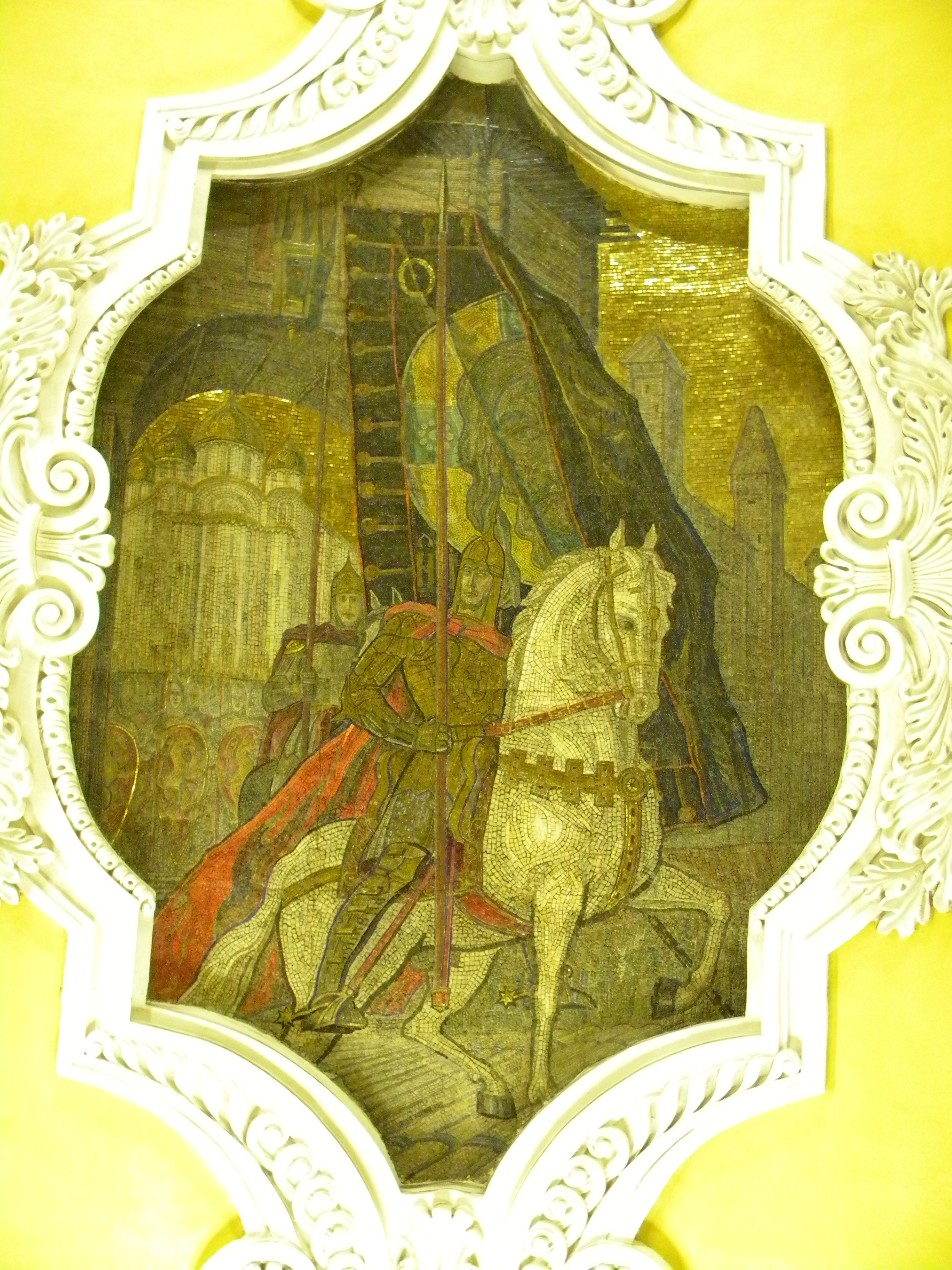
Alexander Nevski

## Fotogalerij

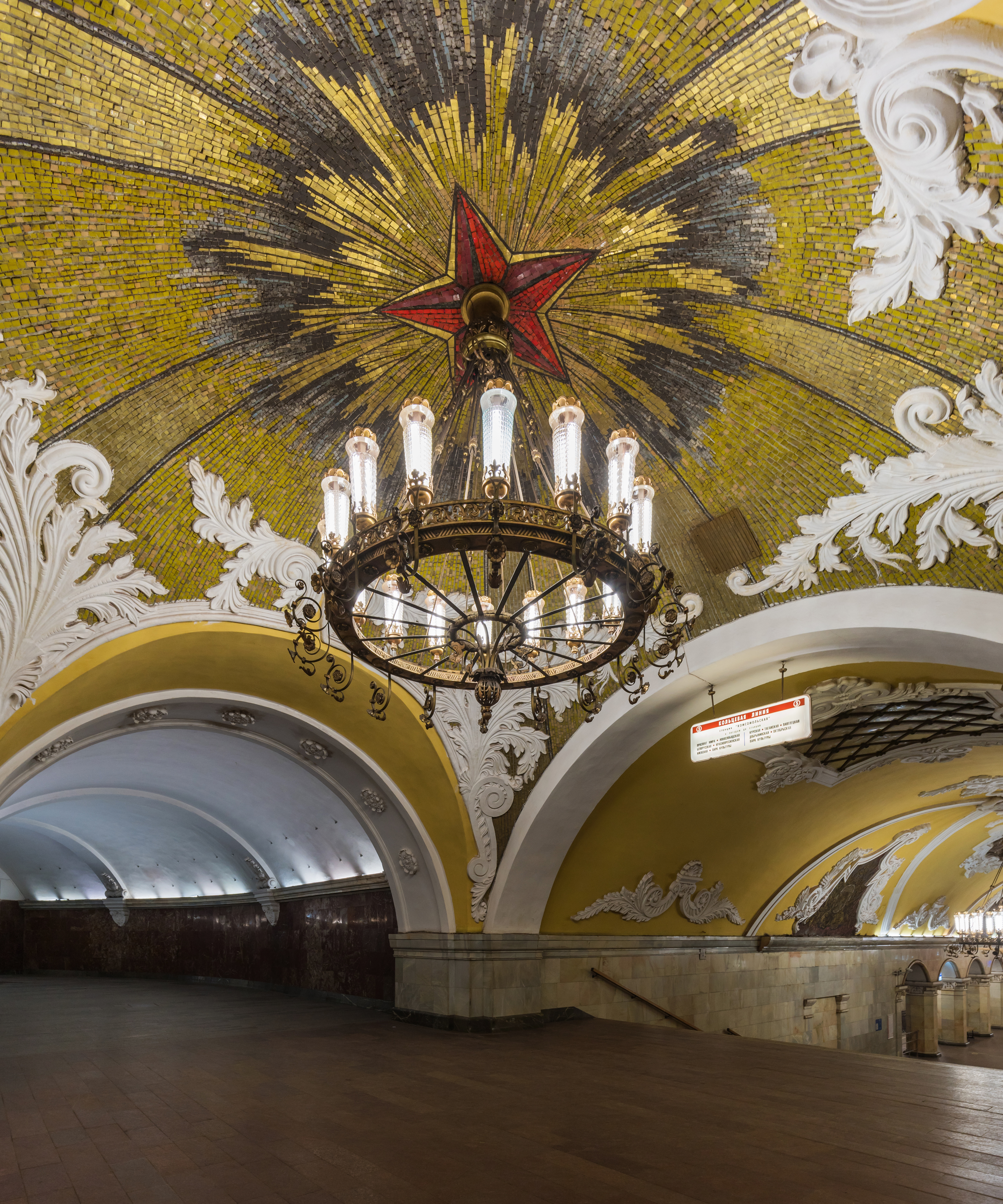
Mozaïeken
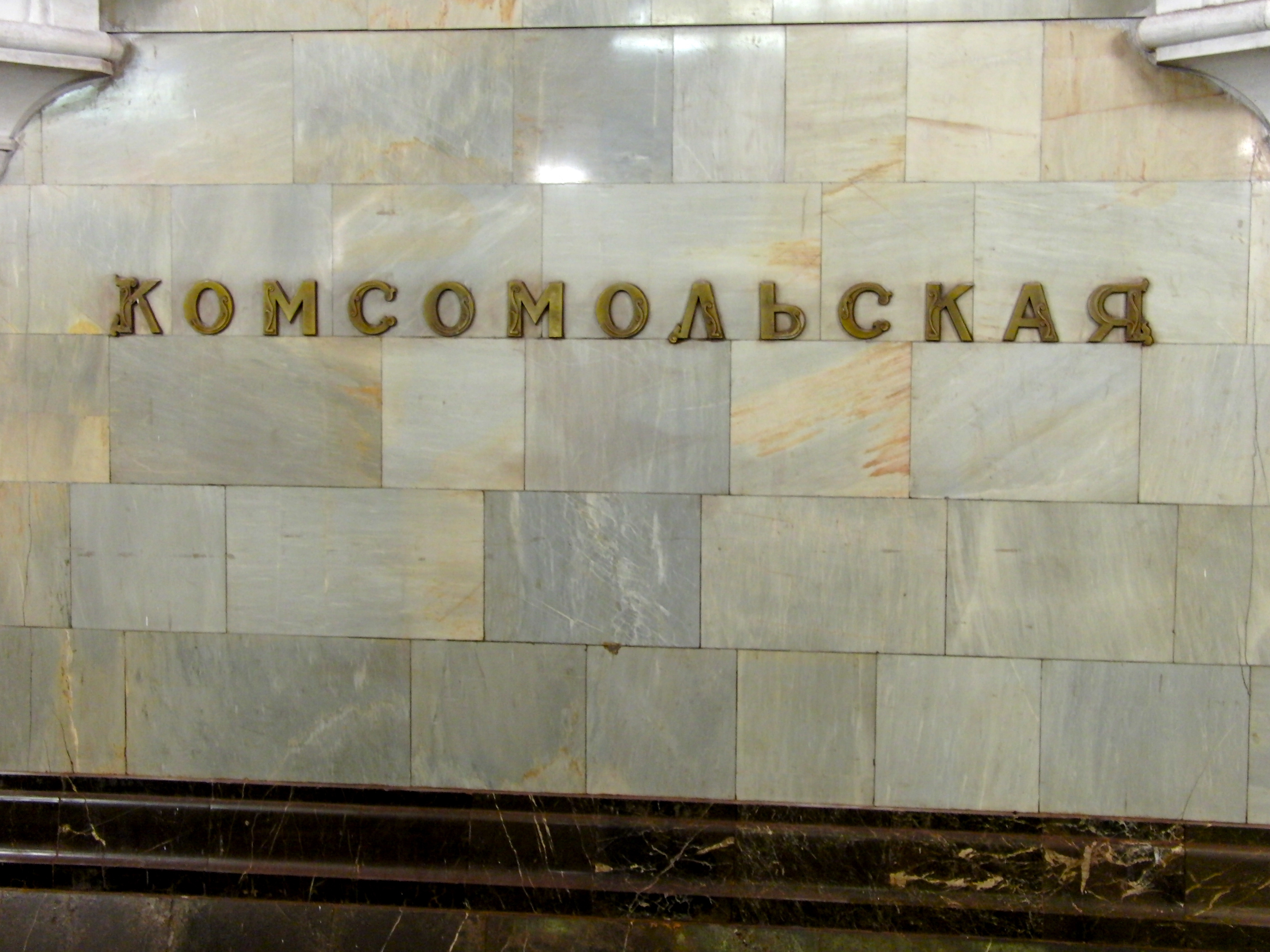
Naam van het station
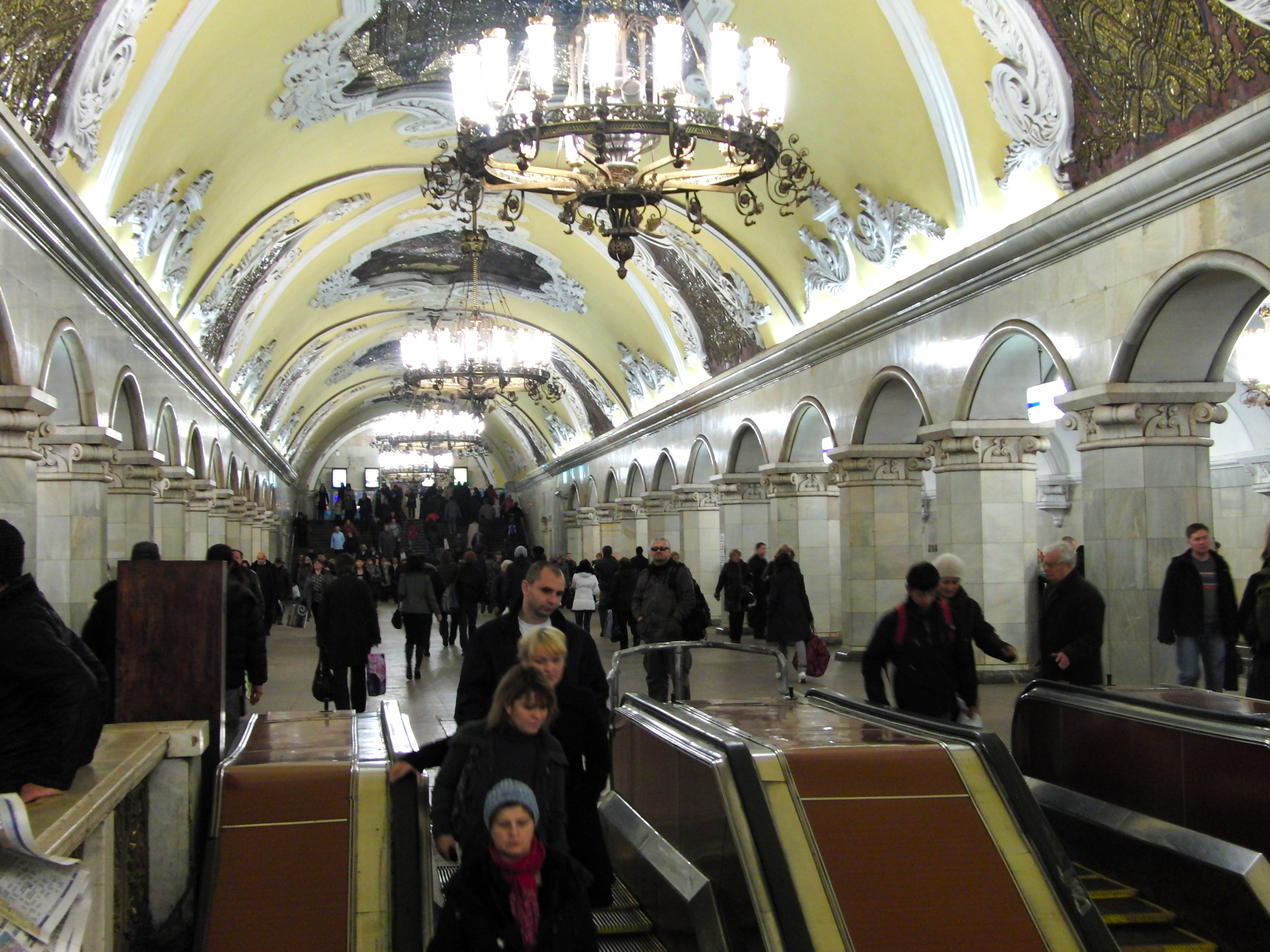
Middenhal
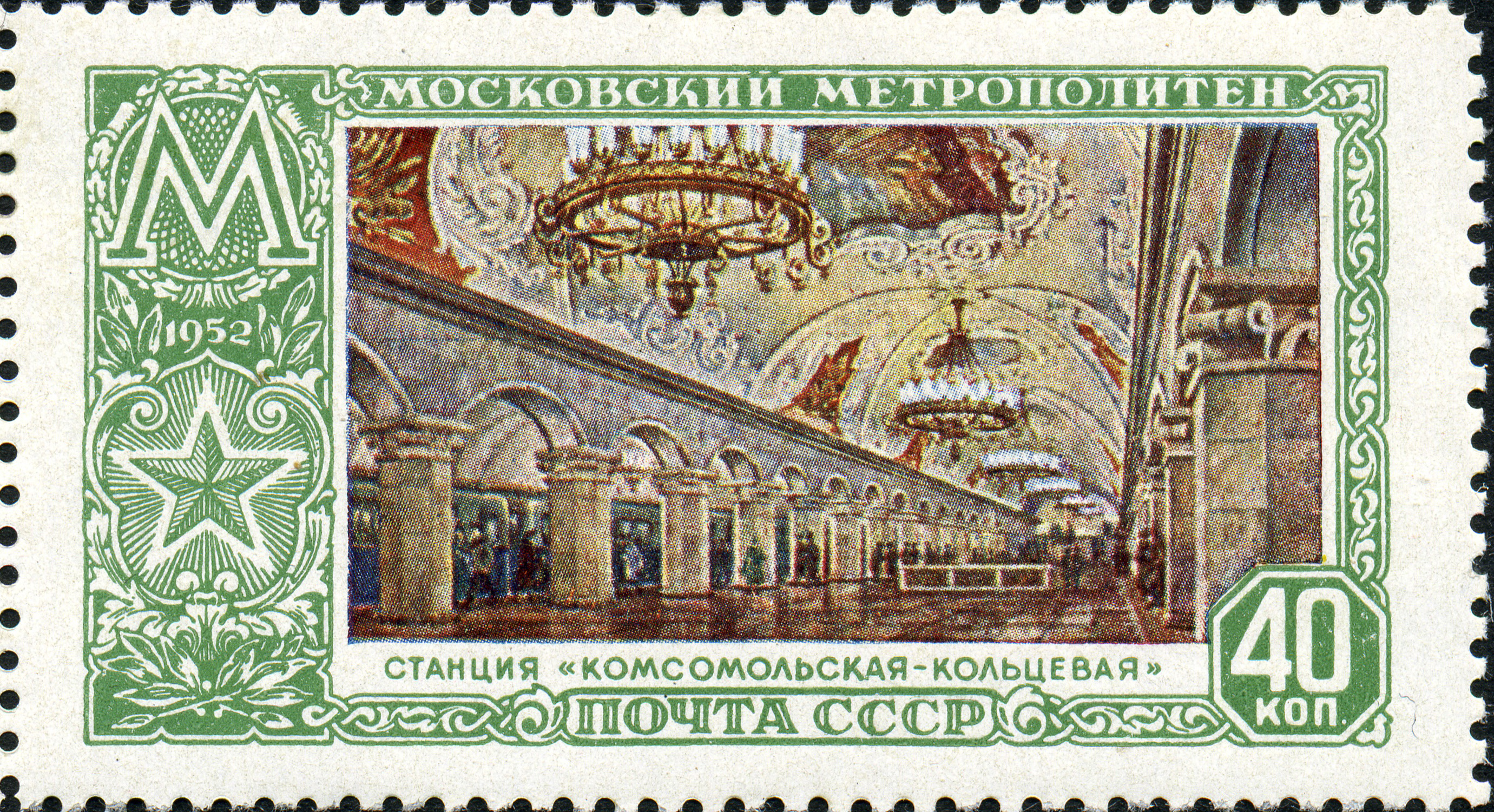
Gelegenheidspostzegel voor de opening in 1952